# Алі і Ніно (статуя)
Алі і Ніно — статуя у Батумі, яка являє собою чоловічу та жіночу фігури, збудована у 2010 році. Автор статуї — Тамара Квесітадзе. Висота статуї — 8 метрів. Фігури знаходяться у постійному русі й стають єдиним цілим раз у 10 хвилин. У темний час статуя підсвічується, змінює кольори, тим самим заманюючи більше туристів.

## Розташування
Статуя, яку можна також назвати динамічною інсталяцією, знаходиться у центрі Батумі, на Чорноморському узбережжі.

## Історія Алі і Ніно
Алі і Ніно — герої однойменної книги Курбана Саїда, в якій розповідається про кохання чоловіка та жінки — азербайджанця Алі хана Ширваншира і грузинки Ніно Кіпіані, мусульманина й християнки. Події, зображені в романі, відбуваються у Батумі та його околицях під час Першої світової війни. У книзі зіштовхуються інтереси двох різних культур — Сходу та Заходу. Незважаючи на всі перешкоди, які з'являються на шляху закоханих, їм все ж таки вдається одружитися в кінці.
Книга була видана 1037 року в Німеччині. Досі точно не встановлено, хто такий Курбан Саїд, можливо, це просто псевдонім письменника.

## Значення статуї
Статуя «Кохання» символізує вічну любов і розуміння між народами, так як і місто Батумі.